# Собакозуб найстрункіший
Собакозуб найстрункіший (Cynodontium gracilescens) — вид мохів порядку дикранальних (Dicranales).

## Поширення
Батьківщиною є Європа, Північна Америка, Азія.
Населяє вологі, затінені уступи, ущелини скель; від помірних до високих висот.

## Характеристика
Стебла до 5 см. Листки до 3 мм; довгі яйцеподібно-ланцетні, поступово звужені від широкояйцеподібної основи, верхівка тупа або іноді загострена; краї дещо загнуті, 2-шаруваті лише в дистальній частині листа. Коробочкові ніжки ≈ 1.5 мм, у вологому стані вигнуто-лебедяні, у сухому — майже прямі. Коробочка пряма. Коробочки дозрівають улітку.